# Kazimieras Meškauskas
Kazimieras Meškauskas (* 19. Oktober 1917 in Leliūnai, Bezirk Ukmergė, jetzt Rajongemeinde Ukmergė; † 28. Februar 2011 in Vilnius) war ein litauischer Ökonom und Professor.

## Leben
1930 absolvierte Kazimieras Meškauskas die Grundschule Leliūnai. 1936 bis 1938 lernte er in der Agrarschule Salos, in der Rajongemeinde Rokiškis. 1942 machte er die Mittelschul-Abitur bei der Kommission am Bildungsministerium Litauens. 1947 absolvierte er das Diplomstudium der Wirtschaft an der Vilniaus universitetas in Vilnius. 1962 promovierte er in Wirtschaftswissenschaft. 1962 wurde er Mitglied an der Lietuvos mokslų akademija. Ab 1967 lehrte er als Professor.

## Familie
Er war verheiratet mit Malvina Meškauskienė.

## Auszeichnungen
- 1966: Staatspreis von Sowjetlitauen
- 1967: Ehrenbürger von Utena